# Baldriga petita de l’Atlàntic Nord
La baldriga petita de l’Atlàntic Nord (Puffinus baroli) és una baldriga, ocell marí de la família dels procel·làrids (Procellariidae) que era considerada una subespècie de la baldriga d'Audubon  (P. lherminieri).

## Descripció
Les característiques que distingeixen la baldriga petita de l’Atlàntic Nord de la baldriga pufí (P. puffinus) i altres espècies de baldrigues (Puffinus) de l'Atlàntic Nord inclouen la cara pàl·lida, el panell platejat a les ales superiors, les ales més curtes i arrodonides i les potes blaves.[8] Així com la cara pàl·lida amb l'ull fosc que contrasta.

## Distribució
La baldriga petita de l’Atlàntic Nord es reprodueix a les illes Açores, Desertas, Salvatges i Canàries. La colònia més gran, de 1400 parelles, es troba a les illes Salvatges. L'àrea de reproducció no és l'Atlàntic nord-oriental tropical i subtropical.

## Comportament
La baldriga petita de l’Atlàntic Nord s'alimenta als 15 m superiors de la columna d'aigua, cosa que és similar a la baldriga d'Audubon (P. lherminieri), estretament relacionada, de l'Atlàntic occidental i el mar Carib. La baldriga petita de l’Atlàntic Nord no té un moment preferit del dia per buscar menjar o descansar i pot caçar i alimentar-se durant el dia o la nit, tot i que semblen estar més preparades per volar durant les hores de llum. S'alimenten principalment de peixos i cefalòpodes, sent l'Argonauta argo el cefalòpode més comú capturat a les Açores, però també forma part d'una selecció diversa de preses de cefalòpodes, mentre que els peixos capturats eren gairebé exclusivament de mòlleres l'espècie Phycis.

## Amenaces
Com altres procel·lariformes, els depredadors introduïts (rates i gats) són les principals amenaces a les colònies de cria. A més, els pollets són atrets per les llums artificials a la nit durant els vols inaugurals des dels nius fins al mar. A Tenerife, Illes Canàries, s'ha informat d'una disminució del nombre d'ocells atrets per les llums, cosa que suggereix una disminució de la població a l'illa.

## Taxonomia
La baldriga petita de l’Atlàntic Nord va ser descrita formalment el 1857 pel naturalista francès Charles Lucien Bonaparte amb el nom binomial Procellaria baroli. L'epítet específic commemora Carlo Tencredi Falletti, marquès de Barolo. Aquesta baldriga ara es col·loca al gènere Puffinus, que va ser descrit pel zoòleg francès Mathurin Jacques Brisson el 1760 amb la baldriga pufí (Puffinus puffinus) com a espècie tipus. L'espècie és monotípica: no es reconeix cap subespècie.
Anteriorment, es considerava coespecífica amb la baldriga petita (P. assimilis) de l'hemisferi sud. L'anàlisi de la seqüència del citocrom b de l'ADN mitocondrial va indicar que baroli i boydi eren molt propers a la subespècie nominal del complex de la baldriga d'Audubon (P. lherminieri).
BirdLife International conserva les formes baroli i boydi dins de la baldriga petita. La Unió Britànica d'Ornitòlegs va acceptar P. baroli com a espècie diferent el 2005, seguint l'estudi de Sangster et al. 2005; igual que la Clements Checklist. L'American Ornithologists' Union la va seguir el 2013.